# Oumar Loum
Oumar Loum (Senegal, 31 de dezembro de 1973) é um atleta senegalês, especialista em provas de velocidade, principalmente de 200 metros. É recordista do seu país em 100, 200 e 400 metros e também de 200 metros em pista coberta.

## Carreira
Cedo deu nas vistas, ao posicionar-se em quarto lugar nos Campeonatos Mundiais de Juniores de 1992, em Seul. A partir daí, ganhou várias medalhas em competições internacionais e esteve presente em quatro edições dos Jogos Olímpicos de Verão, onde, porém, nunca obteve resultados de relevo.

## Melhores marcas pessoais

### Outdoor
| Prova      | Data                   | Local                    | Marca   |
| ---------- | ---------------------- | ------------------------ | ------- |
| 100 metros | 27 de março de 2002    | Bamako, Mali             | 10,17 s |
| 200 metros | 1 de julho de 2000     | Cidade do México, México | 20,21 s |
| 300 metros | 16 de setembro de 2003 | Nancy, França            | 33,09 s |

### Indoor
| Prova      | Data                    | Local          | Marca   |
| ---------- | ----------------------- | -------------- | ------- |
| 200 metros | 19 de fevereiro de 1995 | Liévin, França | 20,90 s |